# 秦嘉楫
秦嘉楫（1521年—？），字少說，號鳳樓，直隸松江府上海縣人，竈籍，明朝政治人物。

## 生平
嘉靖三十一年（1552年）壬子科應天府鄉試第十一名舉人。嘉靖三十八年（1559年）中式己未科會試第七十八名，三甲第六名進士。授行人，四十一年七月擢江西道試御史，巡按北直隸，督理屯田水利，条陳時政四事，四十四年二月迁浙江佥事，坐事谪，左遷光州判官，升汝宁府推官，官至南京工部主事，遂致仕归。筑園所居，扁曰“鷃適”，与二三好友吟咏其中。家富藏书，勤校辑，恒手自钞录。曾在小東門万军台上重建丹凤楼，高三层，称“沪城八景”之一。

## 家族
曾祖秦濟，義官；祖父秦豫，義官；父秦勑，母王氏。具慶下。兄嘉德、嘉業。